# アウトストラーダ A36
アウトストラーダ A36は、アウトストラーダ・ペデモンターナ・ロンバルダとも呼ばれるイタリアのアウトストラーダであり、建設中のプロジェクトである。ミラノ北部の交通の円滑化を図るものである。ミラノ県の外側に一本の道を作り、ヴァレーゼ県、ベルガモ県、ミラノ北部、さらには、ミラノ・マルペンサ空港、ベルガモ・オーリオ・アル・セーリオ空港を接続する。
カッサーノ・マニャーゴ近郊のA8との接続部と、レンターテ・スル・セーヴェゾ近郊の国道35号線の区間は、2015年1月から11月にかけて開通した。
レンターテからアウトストラーダ A4までの区間については、国道35号デイ・ジョーヴィ線をレンターテからパデルノ・ドゥニャーノおよびコルマーノまでアウトストラーダ化することにより延伸する計画があるが、工事はまだ始まっていない。

## 背景
このアウトストラーダと周辺一般道の道路網は、ヴァレーゼ県とコモ県の道路交通に影響を与えるだけでなく、完成による、イタリアおよびヨーロッパで最も人口密度の高い都市部の1つであるカッサーノ・マニャーゴ（ヴァレーゼ県）とオージオ・ソット（ベルガモ県）の新たな直接接続の実現は、ミラノ県、モンツァ・エ・ブリアンツァ県、ベルガモ県、および一般的にロンバルディア州北部全体の道路交通にまで影響を及ぼす。このプロジェクトには、ヴァレーゼ環状線の完成、および、エルバとヴァラッシーナの道路網に直接接続を構成するアウトストラーダ A9と、アルベーゼ・コン・カッサーノの街の国道342号ブリアンテーア線を接続するコモ環状線の実現も含んでいる。そして更に、ブレベミとアウトストラーダ・ペデモンターナの間をアウトストラーダの構造でミラノ東外環状線の右側を並走する、アウトストラーデ・ベルガマスケの建設も予定されている。この接続路は、将来完成する予定のアウトストラーダ・ベルガモ - トレヴィリオ - ローディの一部になる。

## 費用
経済計画と持続可能な開発のための省庁間委員会（CIPE）が承認したプロジェクト予算は、総額41.15億ユーロであり、そのうち国の負担分は12億ユーロである。アウトストラーダ87キロメートル（以降kmと表記する）およびコモとヴァレーゼの新たな環状線を含む県道、地方道70 kmが対象である。
建設単価は1 kmあたり5,780万ユーロ、総費用は50億ユーロと見積もられており、イタリアの歴史の中で最も高価なアウトストラーダと値付けられている。

## 関係会社
アウトストラーダ・ペデモンターナ・ロンバルディア株式会社（68%: ミラノ・セッラヴァッレ - ミラノ環状線株式会社、20%: エクィテール株式会社、6%: インフラストラクチャー革新開発銀行、5%: UBI銀行、1%: Par. Cop. Soc. Cons. Ar. L.）は、このアウトストラーダの宣伝、調査、計画、建設、運営を目的とした会社である。一方、ロンバルディア高速道路コンセッション株式会社（50%: ANAS、50%: ロンバルディア・インフラストラクチャー）は、単一コンセッション協定の承認過程の監視、アウトストラーダ・ぺデモンターナ会社の、ゼネコン決定のための入札書類の作成（ロットCO1、VA1）および最終設計の割り当て（ロットA、B1、B2、C、D、CO2、VA2）の調停と援助、ロンバルディア州が推進するプログラム契約に関連する技術活動、セーフガードゾーンにおける都市介入の技術的適合性証明書の発行/拒否を目的とした会社である。
最初のロットの工事は、インプレジーロ（エージェント）、アスタルディ、A.C.I. S.c.p.a.コンソーシアム、ピッツァロッティの企業グループに発注された。
2番目のロットの工事は、イタリアのマルタウロ、フィンコジート、アダンティとオーストリアのストラバグ率いるATIに発注された。

## 料金

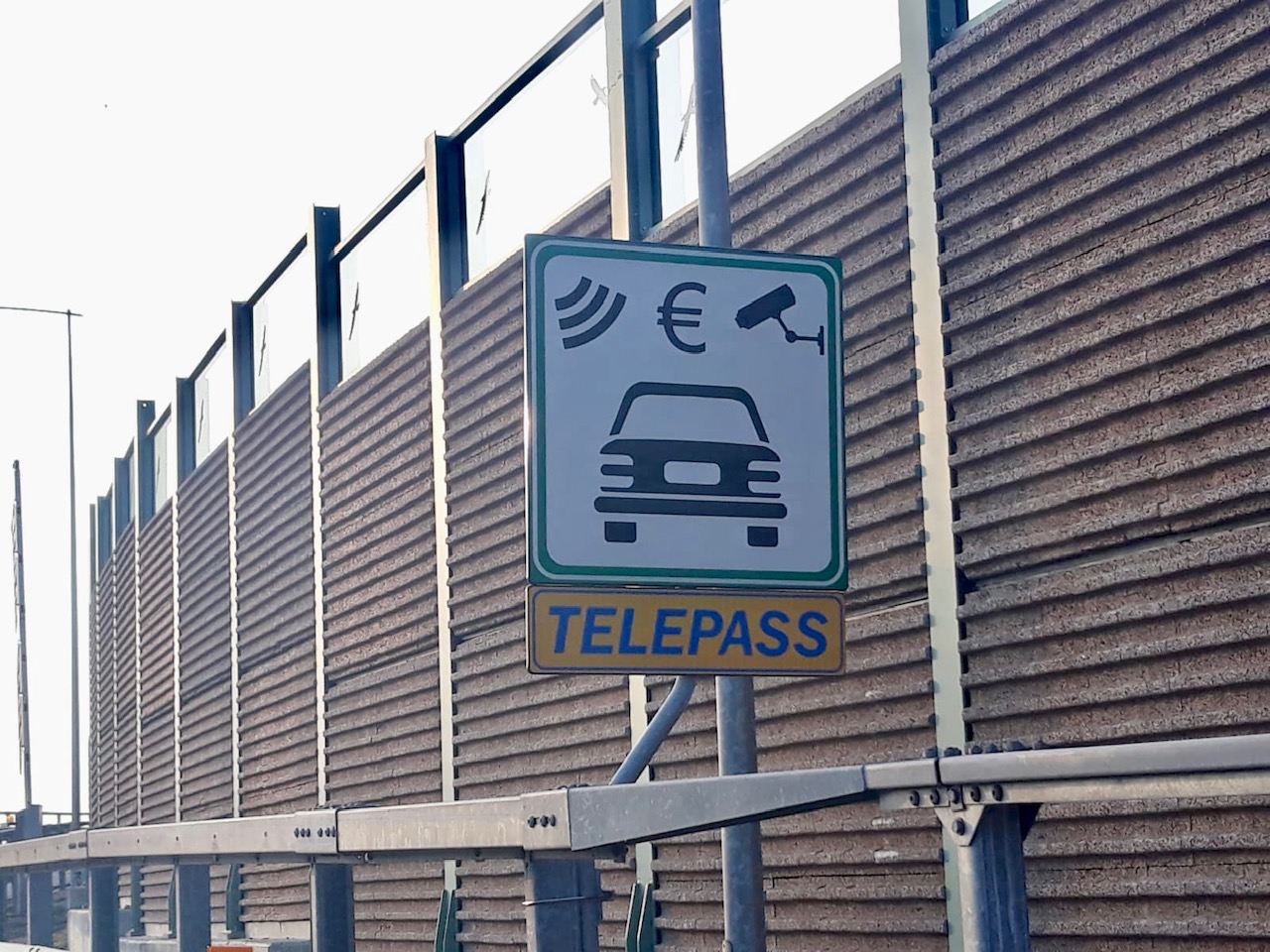
フリーフロー型料金徴収を示す標識

この道路は、2015年11月1日からフリーフロー型通行料徴収システムを導入している。それ以前は通行料は徴収していなかった。

## 歴史
1950年代の終わり頃に、ロンバルディア州北西部の発展に必要なインフラとしてペデモンターナの構想が生まれた。最初の計画では、当時のペデモンターナはベルガモとビエッラを接続するものであった。1970年代には、新たなアウトストラーダの建設が停止されたため、計画は凍結した。1983年に、ロンバルディア州が、その法律の適用除外を求め、その後、アウトストラーダ・ペデモンターナはANASの3か年計画に再度追加された。1986年11月14日に、アウトストラーデ会社とセッラヴァッレ - ミラノ - ポンテ・キアッソ会社から成るアウトストラーダ・ペデモンターナ・ロンバルダ株式会社が発足した。
1990年8月31日に、インフラの建設のためのコンセッションが省間令として承認された。
2000年代の最初の数年の間に、ペデモンターナの経路は、その建設工事から全貌が見えてきた。2003年3月に、この道路は公共事業促進法に含められた。準備計画と環境影響評価は2004年2月に公開され、2006年3月29日にCIPEがその準備計画を承認した。
2007年8月1日に、アウトストラーダ・ペデモンターナ・ロンバルディア株式会社と、助成金受給会社であるロンバルディア・アウトストラーダ・コンセッション株式会社が、アウトストラーダの建設に対するコンセッションを承認する契約を締結した。
2008年には、最終計画を具体化し、一方では準備計画の承認を伴うCIPEにより告げられた処方に従い、その一方で、関連地域当局との合意による計画ソリューションを改善・最適化するため、経路の多くの部分の詳細な分析が進められた。
最終計画は2009年4月21日に公表され、公式サイトに公開された。事前計画から384のCIPEの指示が追加され、22箇所の変更が加えられた。これらは、地域と環境活動家の激しい議論の後、全会一致で承認された。
2009年5月29日に、予定通りロンバルディア州でサービスに関する会議が開催された。
2009年11月6日に、CIPEは最終計画と財務計画を承認した。
A区間とコモ・ヴァレーゼ環状線の最初のロットを含むロット1の工事は、2010年2月6日に開始された。
2013年12月にA区間の道路工事が完了し、2015年1月24日にヴァレーゼ環状線 (A60) の最初のロットが、また、その2日後にはA36のA8とA9の間の区間が、それぞれ供用開始された。
B1区間の工事は2013年12月に開始され2015年に終了した。B1区間（A9とレンターテ・スル・セーヴェゾの区間）は2015年11月5日に供用開始された。
残りのロット2（B2、C、Dの区間）の工事はまだ着手されていない。

## 経路

ペデモンターナの経路 (赤)

計画されている96 kmのうち22 kmが片側2車線の上下線分離道路として開通している。カッサーノ・マニャーゴ近郊のA8とのジャンクションから始まり、レンターテ・スル・セーヴェゾで国道35号線に道なりで接続している。経路に沿って、ソルビアーテ・オローナ出入口、モッツァーテ出入口、チズラーゴ出入口、A9とのジャンクション、ブレニャーノ - ラッツァーテ出入口、がある。モッツァーテ出入口の近くに多目的サービスエリアの建設が計画されている。
計画中・建設中の区間:
- B2区間:距離9.3 km。スーペルストラーダ・ミラノ - メーダをメーダまで2車線道路として再開発し、チェザーノ・マデルノまでを片側3車線および緊急車線の構成にする。
- C区間:距離16.6 km。チェザーノ・マデルノから、ヴィメルカーテ近郊のA51ミラノ東環状線までを、片側3車線にする。
- D区間:距離16.8 km。ヴィメルカーテからA4 オージオ・ソット、ブレンバーテまでを2車線にする。

ペデモンターナ・ロンバルダの経路は、人口密度と集落密度が高く、環境と景観の制約がある、非常に慎重を要する地域を通る。事前計画の段階での開発検討は、自然および人工のトンネルの建設、および環境と景観の保護と統合のための適切な措置を通じて、最も重要な地域での環境への影響の構造的緩和を保証するソリューションの採用の方向にコンセッション会社を向けさせた。その重要な地域とは、レンターテ・スル・セーヴェゾからウズマーテ・ヴェラーテの区間である。
このアウトストラーダの全経路の約半分は自然もしくは人工のトンネルが想定されており、一方、残りの三分の一は、走行の安全性を確保しつつ環境への影響を最小にするための形態として堀割が想定されている。

### 行程
緑の部分が供用されている区間である。
| AUTOSTRADA A36 Autostrada Pedemontana Lombarda |                                              |      |                              |
| 種別                                           | 方面                                         | ↓km↓ | 県                           |
|                                                | Raccordo SS 341 var-SS 336                   |      | VA                           |
|                                                | ミラノ - ヴァレーゼ                          | 0    | VA                           |
|                                                | ソルビアーテ・オローナ                       | 1    | VA                           |
|                                                | モッツァーテ-チズラーゴ                      | 8    | コモ県                       |
|                                                | サービスエリア（未供用）                     |      | コモ県                       |
|                                                | チズラーゴ                                   | 11   | コモ県                       |
|                                                | ミラノ - コモ ロマッツォ                     | 15   | コモ県                       |
|                                                | ブレニャーノ-ラッツァーテ                    | 19   | モンツァ・エ・ブリアンツァ県 |
|                                                | ミラノ - メーダ レンターテ・スル・セーヴェゾ | 21   | モンツァ・エ・ブリアンツァ県 |

## 批判と懸念
この道路に反対する声は、その中心部、特にメーダの自治体に多く、スーペルストラーダ・ミラノ - メーダの大部分を破壊する必要があるため、おそらくこの地域の交通量が増加するという事実に焦点を当てている。また、その地区の住民は、セベソ事故に関連するダイオキシン残留物が埋まっている地区を掘削することによる安全リスクも懸念している。国道35号の区間の堀割化は、現在のボスコ・デッレ・クェルチェ自然公園の多くの部分を破壊することになる。セーヴェゾとメーダの住民は、法律では守られないこの可能性に反対している。この計画とロンバルディア州に対する抗議のデモが、2009年11月28日に、オローナ渓谷に実施された。さらに、この道路が他の道路と比べて過剰に広い土地を使っているのではないか、との批判も出ている。